# 火魷
火魷（学名：Pyroteuthis margaritifera）为火魷科火魷屬下的一个种。